# 10e Screen Actors Guild Awards
De 10e Screen Actors Guild Awards, waarbij prijzen werden uitgereikt voor uitstekende acteerprestaties in film en televisie voor het jaar 2003, gekozen door de leden van de Screen Actors Guild, vonden plaats op 22 februari 2004 in het Shrine Auditorium in Los Angeles. De prijs voor de volledige carrière werd uitgereikt aan Karl Malden.

## Film

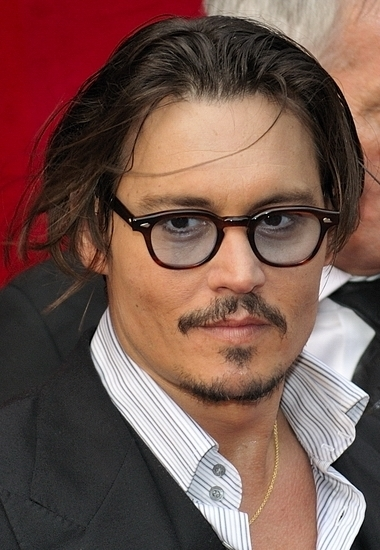
Johnny Depp (Pirates of the Caribbean: The Curse of the Black Pearl), winnaar mannelijke acteur in een hoofdrol

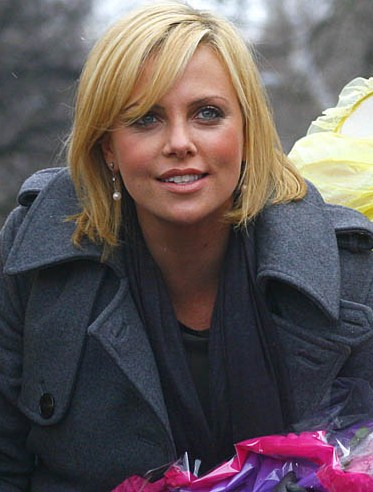
Charlize Theron (Monster), winnaar vrouwelijke acteur in een hoofdrol

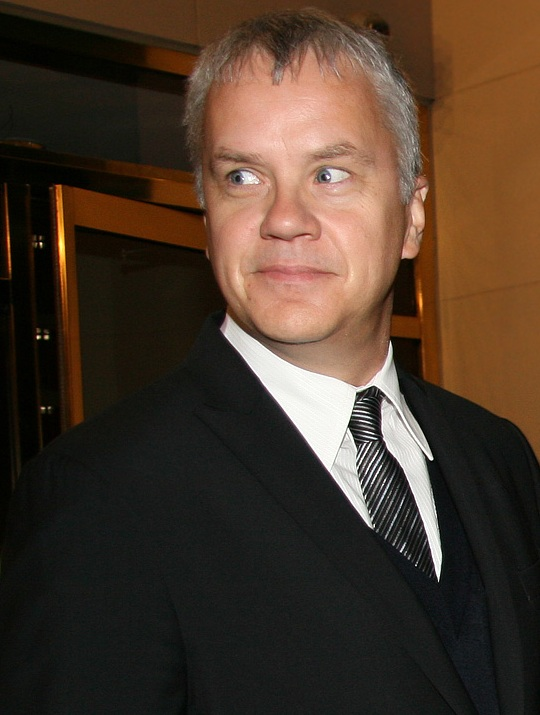
Tim Robbins (Mystic River), winnaar mannelijke acteur in een bijrol

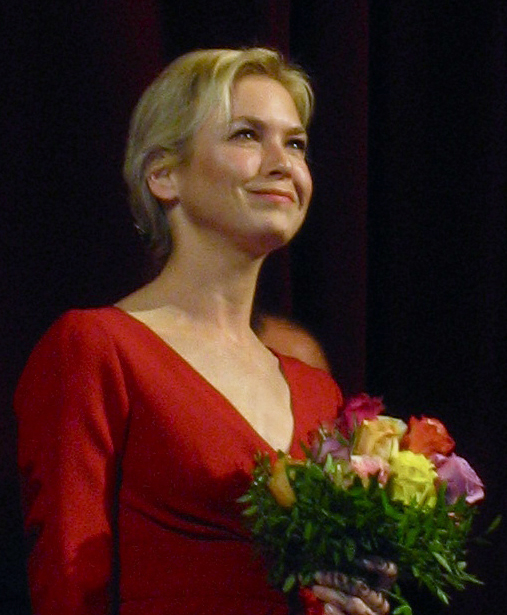
Renée Zellweger (Cold Mountain), winnaar vrouwelijke acteur in een bijrol

De winnaars staan bovenaan in vet lettertype.

### Cast in een film
Outstanding Performance by a Cast in a Motion Picture
- The Lord of the Rings: The Return of the King
  - In America
  - Mystic River
  - Seabiscuit
  - The Station Agent

### Mannelijke acteur in een hoofdrol
Outstanding Performance by a Male Actor in a Leading Role
- Johnny Depp - Pirates of the Caribbean: The Curse of the Black Pearl
  - Peter Dinklage - The Station Agent
  - Ben Kingsley - House of Sand and Fog
  - Bill Murray - Lost in Translation
  - Sean Penn - Mystic River

### Vrouwelijke acteur in een hoofdrol
Outstanding Performance by a Female Actor in a Leading Role
- Charlize Theron - Monster
  - Patricia Clarkson - The Station Agent
  - Diane Keaton - Something's Gotta Give
  - Naomi Watts - 21 Grams
  - Evan Rachel Wood - Thirteen

### Mannelijke acteur in een bijrol
Outstanding Performance by a Male Actor in a Supporting Role
- Tim Robbins - Mystic River
  - Alec Baldwin - The Cooler
  - Chris Cooper - Seabiscuit
  - Benicio del Toro - 21 Grams
  - Ken Watanabe - The Last Samurai

### Vrouwelijke acteur in een bijrol
Outstanding Performance by a Female Actor in a Supporting Role
- Renée Zellweger - Cold Mountain
  - Maria Bello - The Cooler
  - Keisha Castle-Hughes - Whale Rider
  - Patricia Clarkson - Pieces of April
  - Holly Hunter - Thirteen

## Televisie

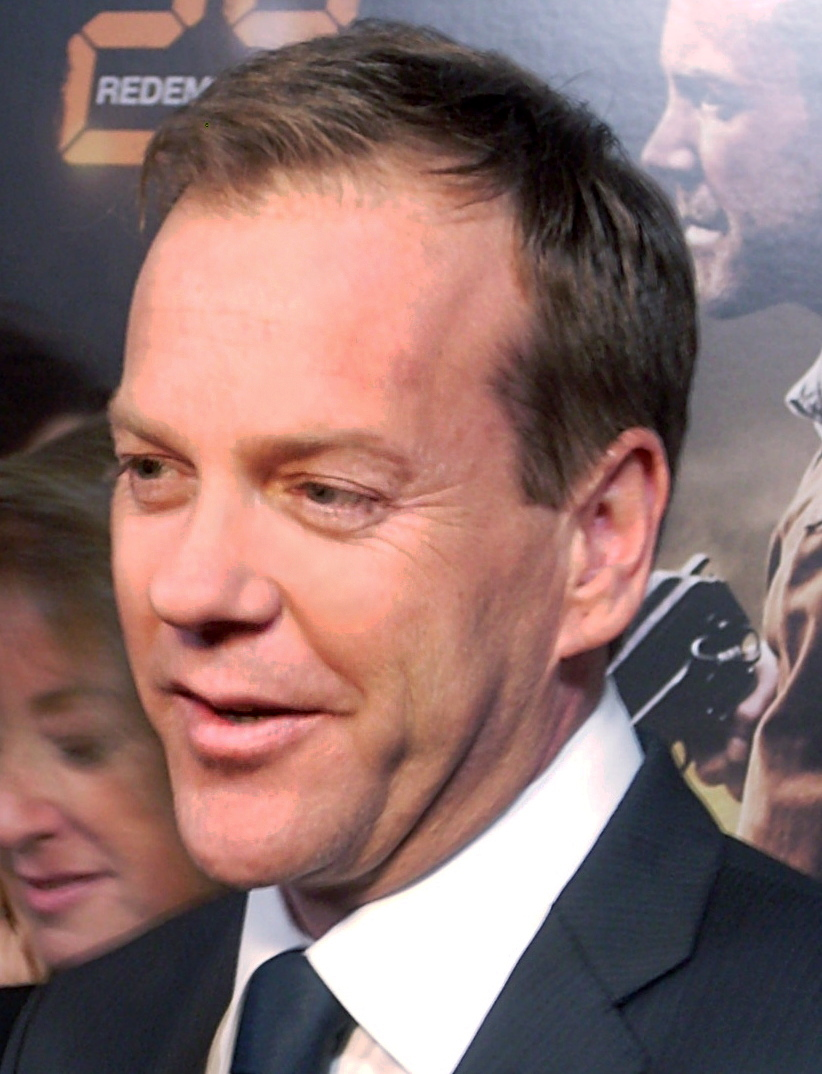
Kiefer Sutherland (24), winnaar mannelijke acteur in een dramaserie

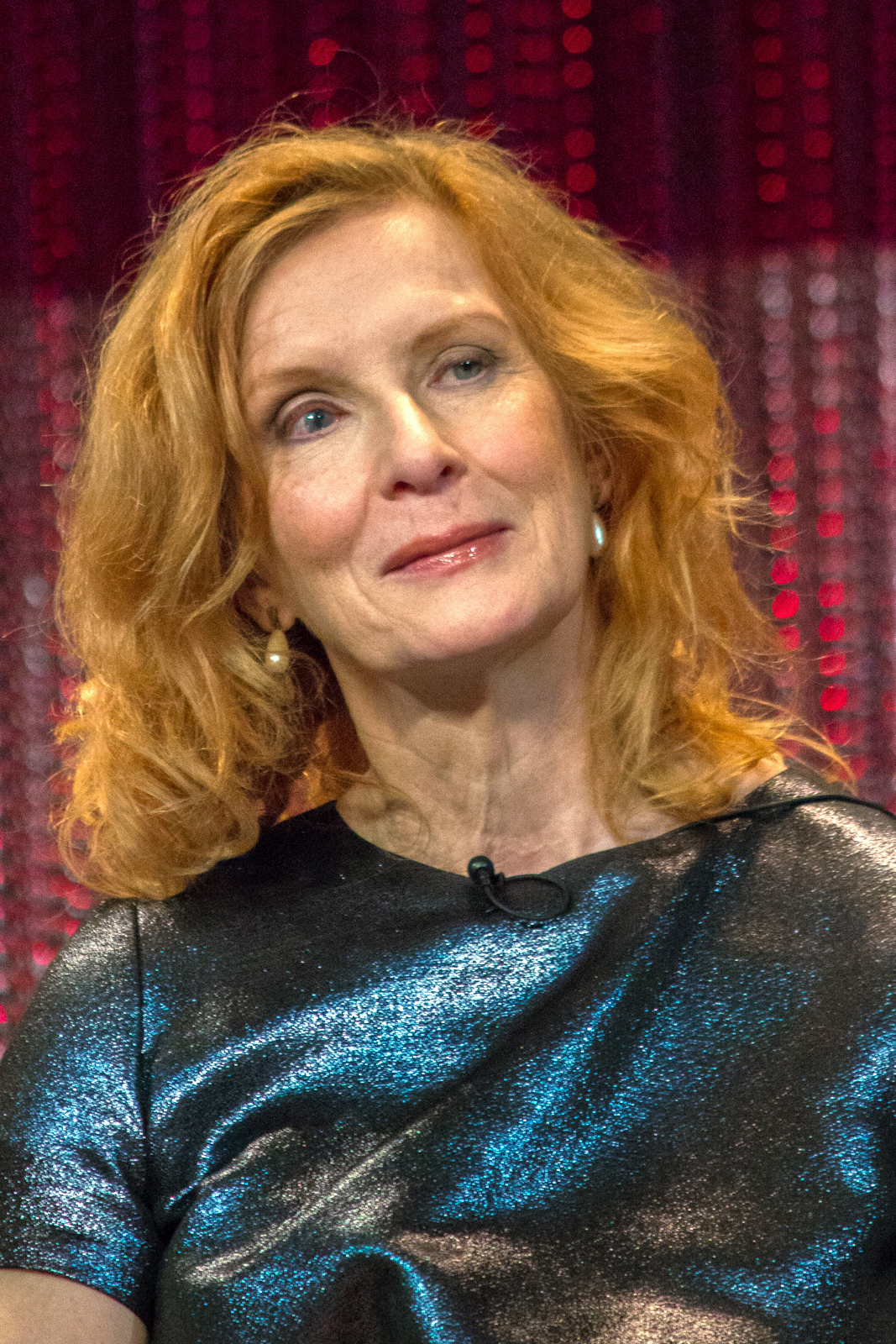
Frances Conroy (Six Feet Under), winnaar vrouwelijke acteur in een dramaserie

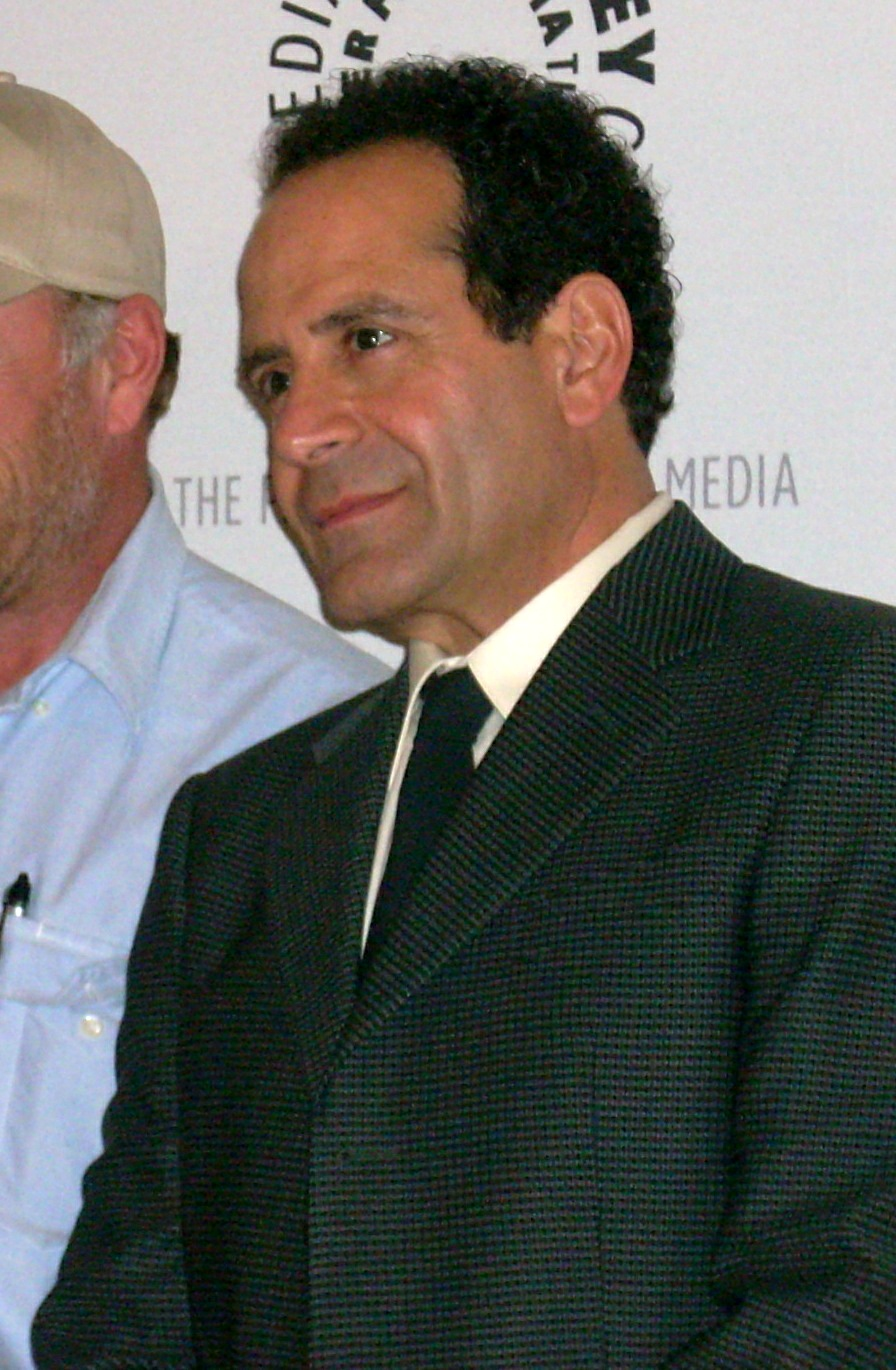
Tony Shalhoub (Monk), winnaar mannelijke acteur in een komedieserie

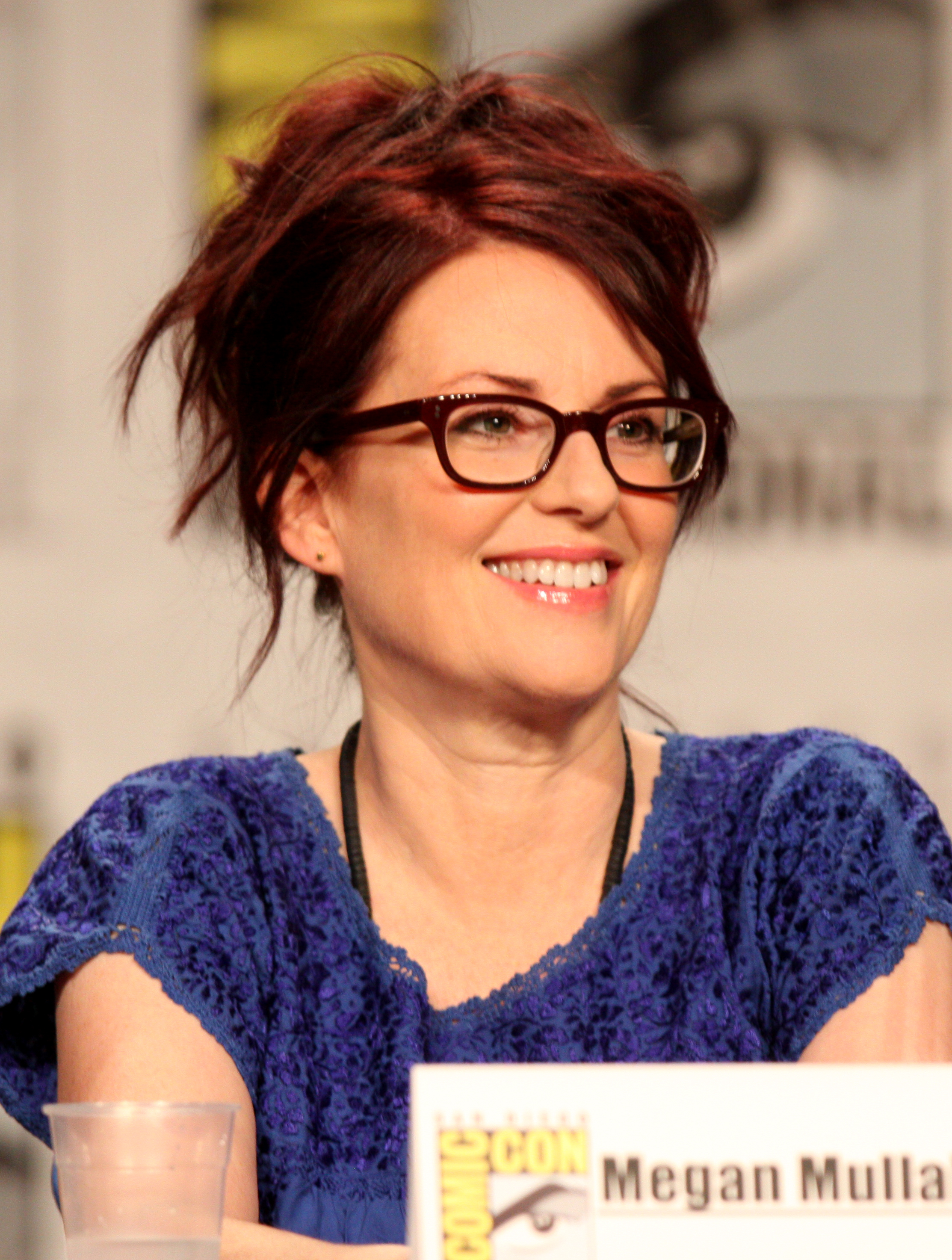
Megan Mullally (Will & Grace), winnaar vrouwelijke acteur in een komedieserie

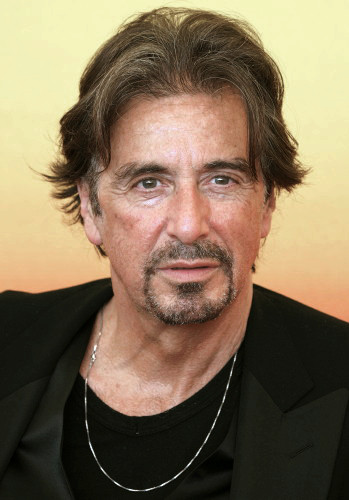
Al Pacino (Angels in America), winnaar mannelijke acteur in een miniserie of televisiefilm

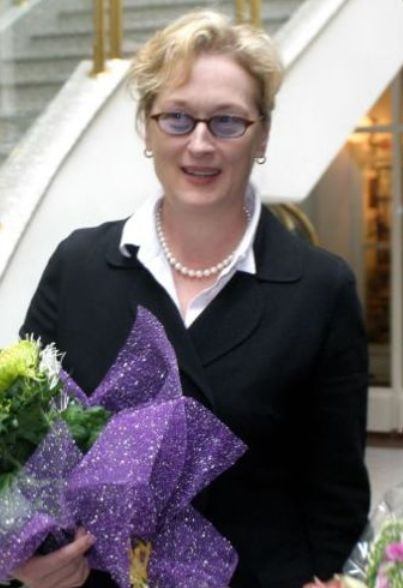
Meryl Streep (Angels in America), winnaar vrouwelijke acteur in een miniserie of televisiefilm

De winnaars staan bovenaan in vet lettertype.

### Ensemble in een dramaserie
Outstanding Performance by an Ensemble in a Drama Series
- Six Feet Under
  - CSI: Crime Scene Investigation
  - Law & Order
  - The West Wing
  - Without a Trace

### Mannelijke acteur in een dramaserie
Outstanding Performance by a Male Actor in a Drama Series
- Kiefer Sutherland - 24
  - Peter Krause - Six Feet Under
  - Anthony LaPaglia - Without a Trace
  - Martin Sheen - The West Wing
  - Treat Williams - Everwood

### Vrouwelijke acteur in een dramaserie
Outstanding Performance by a Female Actor in a Drama Series
- Frances Conroy - Six Feet Under
  - Stockard Channing - The West Wing
  - Tyne Daly - Judging Amy
  - Jennifer Garner - Alias
  - Mariska Hargitay - Law & Order: SVU
  - Allison Janney - The West Wing

### Ensemble in een komedieserie
Outstanding Performance by an Ensemble in a Comedy Series
- Sex and the City
  - Everybody Loves Raymond
  - Frasier
  - Friends
  - Will & Grace

### Mannelijke acteur in een komedieserie
Outstanding Performance by a Male Actor in a Comedy Series
- Tony Shalhoub - Monk
  - Peter Boyle - Everybody Loves Raymond
  - Brad Garrett - Everybody Loves Raymond
  - Sean Hayes - Will & Grace
  - Ray Romano - Everybody Loves Raymond

### Vrouwelijke acteur in een komedieserie
Outstanding Performance by a Female Actor in a Comedy Series
- Megan Mullally - Will & Grace
  - Patricia Heaton - Everybody Loves Raymond
  - Lisa Kudrow - Friends
  - Debra Messing - Will & Grace
  - Doris Roberts - Everybody Loves Raymond

### Mannelijke acteur in een miniserie of televisiefilm
Outstanding Performance by a Male Actor in a Television Movie or Miniseries
- Al Pacino - Angels in America
  - Justin Kirk - Angels in America
  - Paul Newman - Our Town
  - Forest Whitaker - Deacons for Defense
  - Jeffrey Wright - Angels in America

### Vrouwelijke acteur in een miniserie of televisiefilm
Outstanding Performance by a Female Actor in a Television Movie or Miniseries
- Meryl Streep - Angels in America
  - Anne Bancroft - Tennessee Williams' The Roman Spring of Mrs. Stone
  - Helen Mirren - Tennessee Williams' The Roman Spring of Mrs. Stone
  - Mary-Louise Parker - Angels in America
  - Emma Thompson - Angels in America